# Jbala
Cette page contient des caractères tifinaghs. En cas de problème, consultez Aide:Unicode ou testez votre navigateur.
Les Jbala (en arabe : جبالة (Jbāla), en berbère : ⵉⵊⴱⵍⵉⵢⵏ (Ijebliyen)) sont un groupe ethnique du Nord du Maroc, parlant le jebli, un dialecte arabe pré-hilalien. Leur territoire d'origine, le pays Jbala, s'étend du détroit de Gibraltar au couloir de Taza, traçant un arc longeant le Rif occidental.

## Étymologie
Le mot "Jbāla" vient de l'arabe "جبل", qui signifie "montagne" pluriel du mot jebli  qui veut dire « montagnard », mais le terme est plus souvent utilisé en tant qu'ethnonyme spécifique des Jbala. Cet ethnonyme se substitue assez tardivement, vers le XVIIe siècle, sous la dynastie alaouite, à un terme bien plus ancien pour désigner les habitants de la région : Ghomara. Le terme de Ghomara survit aujourd'hui chez un groupe ethnique frontalier qui n'est pas aussi arabisé, héritier, tout comme les Jbala, des anciens Ghomara.

## Territoire
Le pays Jbala correspond à la partie occidentale du Rif. Il est bordé au nord par la mer Méditerranée, à l'ouest par la plaine du Habt, au nord-est par le pays ghomara, au sud-ouest par la plaine du Gharb, à l'est par le Rif central, au sud par la plaine du Saïss et au sud-est par le couloir de Taza. Il s'étend ainsi de la campagne tangéroise à la campagne de Taza, traçant un arc longeant le Rif occidental.
Les villes de Tétouan, Chefchaouen et Ouezzane, bien que se trouvant en pays Jbala, en sont historiquement distinctes et ont maintenu tout au long de l'histoire des rapports conflictuels avec les tribus Jbala voisines.

## Histoire
Les Jbala sont un groupe ethnique mixte ils ont commencé à adopter la langue arabe entre les  Xe et XVe siècles, sous l'influence des migrants arabes pré-hilalien installé dans la région et en Al-Andalus, en raison de la proximité de leur terre avec ces régions. Leurs origines sont essentiellement Ghomara ,,, avec des apports tardifs arabe andalou, idrissides, hilaliens, zénètes,  Sanhadja, ou encore morisques,,,.
L'histoire, les langues et la structure sociale de cette région, qui était autrefois habitée par des sociétés berbères, ont été influencées depuis la préhistoire par les Phéniciens, les Romains et ensuite plus largement pas les Arabes. Les écrits d'Ibn Khaldoun et de Gabriel Camps nous fournissent des informations cruciales sur le processus d'arabisation des Ghomaras. Les premières vagues de migrations arabes, appelées pré-hilaliennes, ont eu lieu au VIIe siècle, semble-t-il par voie terrestre. Elles ont rencontré un environnement social et linguistique particulier dans la région, caractérisé par les Berbères locaux, qui eux-mêmes étaient le résultat d'une influence composite, comprenant des éléments phéniciens et romains encore perceptibles dans les dialectes ghomara et rifain. Cette diversité linguistique a facilité l'arabisation de ces populations.
Des traditions locales rapportent que les vestiges de villages parsemant le pays Jbala sont ceux d'anciens occupants appelés Swāsa (c'est-à-dire du Sūs, nom par lequel est connue une grande partie du Maroc de l'époque et qui survit dans l'actuel Souss) qui auraient quitté la région à la suite d'un fléau, corroborant d'anciennes hypothèses selon lesquelles l'actuel Maroc est dominé par des Masmouda sédentaires à l'arrivée des musulmans. Ces traces d'occupation des Masmouda se retrouvent dans plusieurs endroits du pays Jbala, comme dans le nom de la tribu Masmouda, près d'Ouezzane, mais également dans le substrat berbère du parler des Jbala, qui garde de nombreuses ressemblances avec celui d'autres Masmouda, tels les Chleuhs du Souss.,
L'histoire des Jbala s'inscrit également dans les relations extérieures, notamment la lutte contre les royaumes chrétiens ibériques. La région du Rif occidental est en effet une base arrière pour lancer des expéditions vers al-Andalus, puis pour combattre les incursions castillanes et portugaises sur les côtes. Cette situation attire de nombreux contingents pour le djihad et, à la suite des revers face aux Ibériques le long du XVe siècle, se développe une véritable littérature savante qui témoigne des débats sur les devoirs et responsabilités du makhzen, des ouléma et de la population locale. Ce manque de coordination disparaît par la suite, ce qui est illustré à la bataille des Trois Rois (1578), pendant laquelle les ancêtres des Jbala s'illustrent et voient les prétentions au chérifisme de certaines tribus reconnues par le pouvoir central, notamment les descendants d'Abdeslam ben Mchich Alami, un saint soufi mort vers 1228, d'ascendance idrisside et qui fait l'objet d'une dévotion particulière de la part des Jbala, au point d'être surnommé le « sultan des Jbala ».

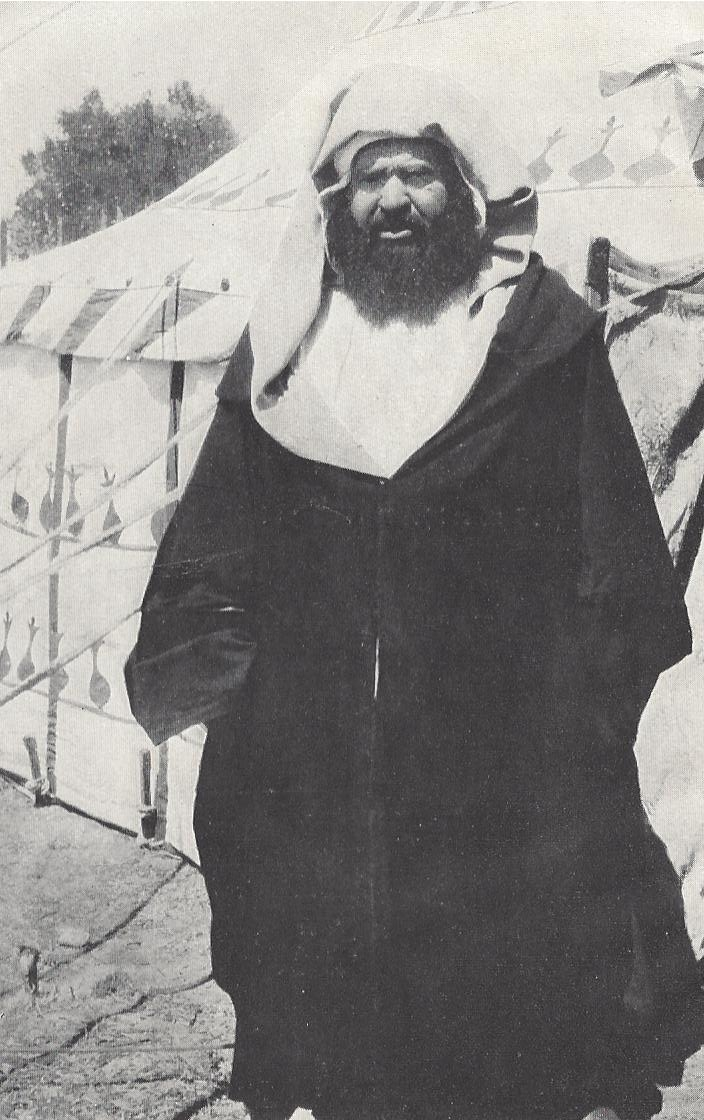

C'est à 1672 que remonte la première trace écrite connue du terme Jbala, qui succède au terme Ghomara pour désigner la région. Ainsi, à l'occasion d'un remaniement administratif, Omar ben Haddu at-Temsamani est nommé « caïd de la région de Jbala et du Fahs ». Cette province succède à la province du Habt. Le XIXe siècle voit l'essor de plusieurs zaouïas telles que la zaouïa de la confrérie Derkaouiya, fondée par Muhammad al-Arabi al-Darqawi, un soufi de la tribu jeblie des Beni Zeroual. Parmi les disciples de ce dernier se trouvent Ahmad ibn Ajiba, originaire de la tribu d'Anjra et Mohammed al-Harraq al-Alami, originaire de la tribu d'Ahl Serif, qui fonde une autre zaouïa à Tétouan. Tous ces mouvements prennent leurs racines dans la confrérie soufie Chadhiliyya, du nom d'Abou Hassan al-Chadhili, disciple d'Abdeslam ben Mchich Alami. Au cours des décennies suivantes, la pression étrangère croissante sur le Maroc précolonial se fait de plus en plus sentir au pays Jbala, notamment par l'Espagne, qui, se voyant dépassée par d'autres puissances coloniales, n'hésite pas à se lancer dans des escarmouches avec les tribus voisines de Ceuta en vue de réaliser quelques gains territoriaux. C'est dans ce contexte que, saisissant comme prétexte un différend territorial avec la tribu d'Anjra, voisine de Ceuta, l'Espagne déclare la guerre au Maroc en 1859. La guerre d'Afrique dévaste le Nord du pays Jbala, notamment Anjra, le Haouz de Tétouan et Ouadras, et Tétouan est occupée en 1860. La ville est évacuée deux ans plus tard, après le consentement du Maroc, malgré lui, à payer une lourde indemnité de guerre et la reconnaissance de l'extension des territoires pris par l'Espagne. Par la suite, les protections consulaires s'étendent de plus en plus, permettant aux puissances étrangères d'accentuer leur mainmise sur le pays. Ce phénomène touche parfois des tribus entières, voire des zaouïas réputées proches du pouvoir, comme celle d'Ouezzane, dont le chef devient protégé de la France, ce qui ne manque pas de créer des tensions avec le sultan. Vers la fin du XIXe siècle et le début du XXe siècle, la pénétration étrangère s'accentue et l'autorité centrale continue son effritement, favorisant l'apparition de mouvements d'agitation parmi les Jbala. C'est ainsi que le rebelle Ahmed Raïssouni entre en dissidence, recourant à la prise d'otages aussi bien marocains qu'étrangers, qu'il libère après paiement d'une rançon.
Sous les protectorats français et espagnol, le pays Jbala est divisé entre les deux, la frontière passant à peu près au niveau d'Ahl Serif, Beni Issef, Beni Zkar, Lakhmas, Ghzaoua et Beni Ahmed. Après des revers initiaux, les Espagnols prennent le dessus sur la résistance des Jbala, menés par Ahmed Raïssouni. Par la suite, le pays Jbala est administrativement réparti entre trois provinces : Yebala (« Jbala » proprement dit), avec pour capitale Tétouan (qui est également la capitale du protectorat), Lucus (« Loukkos »), avec pour capitale Larache et Xauen (« Chaouen ») ou Gomara (« Ghomara »), avec pour capitale Chaouen (actuelle Chefchaouen). Pendant cette période, les expropriations de terres d'agriculteurs Jbala au profit des colons atteignent des proportions importantes, surtout du côté français. Les Jbala voient également l'amorce d'une transition d'une économie de subsistance vers une économie de marché, avec toutes les transformations qui en découlent, ainsi qu'un désenclavement manifeste du fait du développement du réseau de communication, notamment par la construction de nombreuses routes à travers les montagnes. Enfin, cette période est marquée par une profonde transformation de la société jeblie.
Après l'indépendance, le pays Jbala, comme le reste du Rif, connaît des troubles qui voient leur paroxysme avec la violente répression de 1959. Aux décennies suivantes, les Jbala, relativement marginalisés, connaissent une explosion de l'exode rural, submergeant les tentatives d'organisation de l'urbanisme par les autorités. À cet exode rural s'ajoute une émigration internationale de plus en plus importante, principalement en Europe et en Amérique du Nord. Au début du XXIe siècle, l'économie jeblie reste essentiellement basée sur l'agriculture, avec l'émergence d'une diversification progressive, notamment les services et le tourisme, d'abord balnéaire, principalement dans les côtes du Nord, mais aussi et de plus en plus rural et montagnard.

## Société
La présence de nombreuses villes à travers l'histoire du pays Jbala et de la péninsule Tingitane, surtout avant la chute d'al-Andalus, confère à la société des Jbala des particularités qui ne sont pas retrouvées dans les autres sociétés rurales du Maroc. Ces longs contacts avec les milieux urbains et les échanges intenses avec Fès et al-Andalus, ainsi que l'immigration des Morisques, permettent de diminuer l'isolement imposé par la géographie montagneuse du pays Jbala, et donnent à la culture jeblie des traits typiquement citadins, à tel point que rural et urbain se confondent. Grigori Lazarev parle ainsi d'« urbanisation rurale » pour décrire le phénomène. La société jeblie est également caractérisée par une densité élevée de lettrés et de lignées de chérifs, ce qui peut être attribué à l'urbanisation intense, mais aussi à la situation de la région. Cette importante densité de lettrés, mais aussi d'établissements religieux, n'est retrouvée que dans le Souss.
La femme jeblie, qui n'est pas tatouée, contrastant avec les femmes d'autres régions rurales du pays, notamment le Rif voisin, joue un rôle important dans la société des Jbala, participant activement aux travaux de champ et aux marchés de la région.
Les Jbala pratiquent l'arboriculture et l'horticulture, parfois sur terrasses, ainsi qu'un assolement biennal avec rotation collective au niveau du ou des villages. Malgré le relief difficile, l'agriculture jeblie tire profit des abondantes ressources en eau et couvert végétal. Les principaux produits de cette agriculture (olives et huile d'olive, figues, raisins secs, charbon de bois, etc.) sont vendus dans les marchés des vieilles villes de la région comme Tétouan ou Chefchaouen.

## Culture
Les Jbala parlent le jebli, un dialecte arabe pré-hilalien résultat des dialectes importé par les migrants arabes pré-hilalien installé dans la région et en Al-Andalus mélangé au parler local . Le jebli garde des traces de berbère, aussi bien dans la phonétique que dans le lexique, mais également des traces d'arabe ancien, témoins d'une arabisation antérieure à l'arrivée des Hilaliens. Cette arabisation précoce s'explique principalement par la situation du pays Jbala, traversé par les voies de communication entre les espaces culturelle arabe que sont la région de Fès et al-Andalus, mais aussi par l'afflux d'Idrissides fuyant les persécutions fatimides et omeyyades. Le jebli comporte également des influences ibéro-romanes (castillan, portugais) plus tardives.
Aujourd'hui, la tradition poétique arabe des Jbala est connue sous le terme générique de "ayta jabaliya" . Au niveau national, elle est devenue célèbre au Maroc principalement grâce aux efforts d'un talentueux poète, musicien et chanteur Mohamed Laroussi, qui a reçu de son public à travers le pays les titres honorifiques de fannān Jbāla’, ou 'l'artiste des Jbala', ou 'maḥbūb Jbāla’, ou 'aimé de tous les Jbala' en arabe. Depuis des décennies, ses chansons sont disponibles à l'achat non seulement dans le nord du Maroc, où le nom de Laaroussi est largement connu, mais dans tout le pays, d'abord sur des disques vinyles, puis sur des cassettes, et récemment sur des CDs et en format MP3. Les concerts de Laaroussi sont régulièrement diffusés à la télévision marocaine depuis les années 1960.
Bien que presque tout ce qui est produit dans la région Jbala soit désigné sous le nom d'ayta jabaliya, il existe en fait trois genres différents : ʿayta jebliya’ (عيطة جبلية), ʿayyuʿ (عيوع) et ughniya’ (اغنية). Fait intéressant, et malgré leur hétérogénéité d'après leurs traditions orales les Jbala retracent leur origine culturelle à l'époque de l'Espagne arabo-musulmane. Tout musicien et chanteur Jbala, qui est souvent catégorisé comme 'poète' voire 'artiste' (car la poésie Jebli n'existe pas sans musique et performance et un poète local chante presque toujours ses propres chansons, s'accompagnant lui-même d'un instrument de musique).
Les maisons traditionnelles des Jbala sont caractérisées par un toit recouvert de chaume, à double pente, technique qu'on retrouve ailleurs sur le bassin méditerranéen, comme en Andalousie, en Kabylie ou encore en Kroumirie. L'intérieur est fait de plusieurs salles indépendantes sur un ou deux étages, qui ouvrent sur une cour centrale dallée et ombragée par un figuier. Les Jbala sont également réputés pour leur travail du fer, du bois, du cuir, des poteries et surtout le textile. Le vêtement traditionnel (chachia, mendil, etc.) est un symbole fort de l'identité jeblie.

## Liste des tribus Jbala
Parmi les quarante-quatre tribus qui composent actuellement les Jbala, l'ensemble d'entre elles se revendique comme arabe et retracent leurs origines à des groupes arabe pré-hilalien, Idrissides ou arabo-andalou. Malgré tout, l'élément Ghomara est dominant au Nord-Ouest (péninsule Tingitane), et les tribus du centre (à l'est d'Ouezzane) et du Sud-Est (au nord de Taza) ont aussi parfois des origines zénètes et Sanhaja,,.
1. Anjra
2. Haouz
3. Beni Ouadras
4. Beni Msaouar
5. Jbel Habib
6. Beni Ider
7. Beni Hozmar
8. BBeni Said
9. Beni Arous
10. Beni Layt
11. Beni Hassane
12. Beni Gorfet
13. Soumata
14. Ahl Serif
15. Beni Isef
16. Beni Zkar
17. Lakhmas
18. Ghzaoua
19. Beni Ahmed
20. Ahl Sarsar
21. Rhona
22. Masmouda
23. Ahl Roboa
24. Beni Mestara
25. Beni Mesguilda
26. Beni Zeroual
27. Setta
28. Fechtala
29. Slas
30. Beni Ouriaghel
31. Ljaya
32. Mezraoua
33. Meziate
34. Rghioua
35. Fenassa
36. Beni Ouensel
37. Beni Bouslama
38. Marnissa
39. Beni Oualid
40. Senhaja-Gheddou
41. Senhaja-Mesbah
42. Branes
43. Tsoul
44. Ketema
45. Bni Rzine
46. Ain Aïcha
47. Gaa sbit mezraoua